# Osvaldo Dragún
Osvaldo Dragún, né le 7 mai 1929 à San Salvador en Argentine et mort le 14 juin 1999 à Buenos Aires en Argentine, est un dramaturge, metteur en scène argentin.

## Œuvres
- Histoires à raconter, 1957
- Tupac Amaru, 1957
- Le Jardin de l’enfer, 1959
- Miracle au vieux marché, 1963
- Héroïque de Buenos Aires, 1965
- Histoires avec prison, 1973
- Mon obélisque et moi, 1981
- Au perdant, 1982
- Au violeur, 1984
- Fils du tremblement de terre, 1986
- ¡ Arriba, Corazón !, 1987
- Le Passager du bateau du soleil, 1996